# ناچارم می‌کنه برم
«ناچارم می‌کنه برم» ترانه‌ای از خوانندهٔ ایرانی-سوئدی، آرش است که به همراهی خوانندهٔ جامائیکایی-آمریکایی، شان پال خوانده‌است. این ترانه در ۱۷ سپتامبر ۲۰۱۲ توسط ای. ام. ال سوئد موزیک و اکستراواگانزا رکوردز منتشر شد. سبک این تک‌آهنگ؛ هیپ هاپ، پاپ و یورودنس است.